# Mario Krešić
Mario Krešić (26. studenoga 2002.) hrvatski je profesionalni košarkaš, igra za Kaštela. S hrvatskom kadetskom košarkaškom reprezentacijom (do 16) osvojio je zlatnu medalju na Europskom prvenstvu 2018. u Srbiji.
Našao se na popisu hrvatske reprezentacije do 18 godina za Europsko prvenstvo u Grčkoj od 27. srpnja do 4. kolovoza 2019. godine. Već kao 16-godišnjak bio je standardni igrač kaštelanske momčadi Ribola Kaštela. Podrijetlom iz BiH, županija Soli. Mati Ivanka je iz Petrovića, a otac Branko iz Par Sela.